# سيليني
سيلين (بالإغريقية: تعني قمر Σελήνη) بحسب الأساطير الإغريقية، هي إلهة القمر الجبارية (التي تنتمي إلى عرق الجبابرة). هي ابنة كل من ثيا وهيبريون، وهي أخت هيليوس إله الشمس، وإيوس إلهة الفجر، وقد تعتبر في بعض الأحيان تجسيداً للقمر عوضاً عن إلهته. كانت الإلهة المقابلة لها في الأساطير الرومانية تعرف باسم لونا, كما أن سيلين احيانا تسمى ب(مين) (بالانقليزية:mene) ولذلك قد تكون هي احدى الآلهة الثلاثة المذكورة في القرآن في سورة النجم (أرأيتم اللات والعزى ومناة الثالثة الأخرى)

## في الأسطورة
مثلت سيلين في الأساطير على هيئة امرأة تركب حصاناً من جانب واحد فقط، أو عربة تقودها مجموعة من الأحصنة المجنحة، حيث كانت تضيء السماء ليلاً أثناء مرورها بعربتها. كذلك، فقد توجت برمز أو تاج قمري أو هلالي الشكل، ولذلك، ذكرت بعض الأساطير أنها كانت تقود مجموعة من الثيران في بعض الأحيان، نظراً لتشابه قرون الثيران بأطراف الرمز الهلالي الحادة.
وقعت سيلين في حب فتى يدعى إنديميون، كان يعمل راعياً للأغنام، فطلبت من زيوس أن يحقق له أمنية واحدة، فاختار أن ينام للأبدية، بحيث يبقى شاباً للأبد. يقال بأن سيلين قد أنجبت منه خمسين ابنة.

## سيلين والقمر
بالرغم من أن عدداً من الإلهات قد نسب إليهن القمر، مثل هيكاتي، آرتميس، وإيليثيا، إلا أن سيلين كانت الوحيدة التي استخدمت كتجسيد للقمر أو إلهته في الأشعار الإغريقية القديمة. لكن، هذا الأمر أدى إلى إرباك بعض الأساطير فيما بعد، فعرفت سيلين في الغالب بآرتميس، وكانت آرتميس تعبد كإلهة القمر. لكن، مثلت كلتيهما بصور مختلفة في الفنون، حيث كانت سيلين تمثل كامرأة ذات وجه أكثر استدارة، أقصر قامة من آرتميس، تلبس عباءة طويلة ذات قلنسوة مطوية من الأعلى على هيئة قمر أو هلال، أو رمز قمري فوق القلنسوة.